# Вітор Гаспар
Вітор Лоуса Рабаса Гаспар (порт. Vítor Louçã Rabaça Gaspar; нар. 9 листопада 1960, Мантейгаш) — португальський економіст.
Він вивчав економіку в Католицькому університеті Португалії, здобув докторський ступінь з економіки в Університеті Нью-Лісабон.
З 1998 по 2004 він був генеральним директором з досліджень Європейського центрального банку. Після повернення додому працював директором департаменту досліджень і статистики Банку Португалії і главою економічних досліджень при Міністерстві фінансів. У 2007–2010 він очолював Бюро радників європейської політики при президентові Європейської комісії Жозе Мануелі Баррозу. У червні 2011 року він був призначений на посаду міністра фінансів в уряді Педру Пасуша Коелью (до липня 2013).
Одружений, має трьох дітей.